# So Long, Babe
«So Long, Babe» —en español: «Tanto Tiempo, Bebe»—, es el nombre del sencillo debut de la cantante estadounidense Nancy Sinatra e incluido en el álbum Boots de la misma. El tema fue escrito por Lee Hazlewood y producido por el mismo junto a Sinatra. Logró posicionarse en el puesto número ochenta y seis del conteo Billboard Hot 100

## Antecedentes
En 1965, la disquera decidió que lanzar These Boots Are Made for Walkin' era una decisión demasiado apresurada, así que «So Long, Babe» se lanzó como sencillo para abrir el camino a lo que sería el éxito mundial del álbum Boots. A pesar de su baja promoción, «So Long, Babe» debutó en los Billboard Hot 100 con la posición #86.

## Posicionamiento en listas

### Semanales
| Estados Unidos | Billboard Hot 100 | 86 |